# 6 Draconis
Désignations
6 Draconis (en abrégé 6 Dra) est une étoile binaire de la constellation boréale du Dragon. Elle est visible à l'œil nu avec une magnitude apparente de 4,95. Le système présente une parallaxe annuelle de 6,62 mas mesurée par le satellite Gaia, ce qui permet d'en déduire qu'il est distant d'environ 151 pc (∼493 al) de la Terre. Il s'éloigne du Système solaire à une vitesse radiale de +3 km/s.
6 Draconis est une binaire spectroscopique à raies simples avec une période orbitale de 561,7 jours (1,5 an) et une excentricité de 0,26. Elle a été identifiée pour la première fois par W. W. Campbell en 1922. La valeur a sin i de la composante visible vaut 51,4 Gm (soit 0,34 ua), où a est le demi-grand axe et i est l'inclinaison orbitale (inconnue). Cette valeur est une borne inférieure de la valeur réelle du demi-grand axe, qui représente la moitié de la dimension la plus longue de leur orbite elliptique.
La composante visible est une étoile géante rouge évoluée de type spectral K2,5 III Fe-2, avec la notation « Fe-2 » du suffixe qui indique que son spectre présente une sous-abondance en fer. Son diamètre angulaire mesuré directement et après avoir corrigé l'effet de l'assombrissement centre-bord, est de 2,54 ± 0,04 mas. Connaissant sa distance, cela donne à l'étoile un rayon qui est 36 fois plus grand que le rayon solaire. Elle est 603 fois plus lumineuse que le Soleil et sa température de surface est de 4 210 K. Son compagnon est très probablement une étoile blanche de la séquence principale de type A8–9 V.